# Sneakers - Back Stage
|  | Denne artikel er oprettet af botten PalnaBot ud fra en ekstern database. Den kan derfor have sproglige fejl eller mangler. Denne skabelon kan fjernes efter kontrol af indholdet. |

Sneakers - Back Stage er en portrætfilm fra 1985 instrueret af Ole Roos.

## Handling
Gruppen Sneakers med sangerinden Sanne Salomonsen i forgrunden følges på koncertturné.